# Acoma seticollis
Acoma seticollis är en skalbaggsart som beskrevs av Henry Fuller Howden 1958. Acoma seticollis ingår i släktet Acoma och familjen Pleocomidae. Inga underarter finns listade i Catalogue of Life.